# Коноплёв, Роман Евгеньевич
Рома́н Евге́ньевич Коноплёв (англ. Roman Konoplev,рум. Roman Conopliov) — российский и приднестровский политический и общественный деятель, медиаменеджер, аналитик и публицист. С марта 2013 г. постоянно живёт в Португалии.

## Биография
Родился 4 сентября 1973 года в Брянской области в семье инженеров. 
Получил степень бакалавра права в Международном институте экономики и права, г. Москва, и инженера — в Брянском государственном техническом университете. 
В сентябре 1993 г. после указа Президента Б. Ельцина о роспуске Съезда народных депутатов и Верховного Совета РФ в составе боевой дружины защитников Дома Советов России принимал участие в его обороне в октябре. 
В Приднестровье Роман Коноплёв сотрудничал в качестве журналиста и политического комментатора с аналитическим еженедельником «Днестровский Курьер»(2002-2007), Радио ПМР.  Создатель и редактор информагентства «Лента ПМР» (2004—2008), главный редактор еженедельной газеты «Русский Прорыв»(2007-2008). Владелец и главный редактор РИА «Днестр»(2009—2017). 
В 2013 г. эмигрировал в Португалию. Получил гражданство Португалии в 2019 г.
С 2021 г. — аранжировщик и продюсер португальской группы Bering Hotel.

## Политическая деятельность
С 1998 года по 2003 год состоял в «Национал-большевистской партии», был руководителем Брянского регионального отделения, членом ЦК партии. Являясь одним из руководителей партии Коноплёв входил в её т. н. «правое крыло». 
В декабре 2000 года участвовал в выборах депутатов Брянской областной Думы и Брянского городского Совета.
Летом 2002 года участвовал в организации проведения международного форума «Мы — Россия!» в Приднестровье. Организатор митинга у стен посольства Молдовы в Москве, в защиту Приднестровья 15 июля 2002 года.  С января 2005 публикуется в российских общественно-политических и аналитических изданиях «Известия», «АПН», «Русский Журнал»,  «Свободная пресса», и др. С февраля по сентябрь 2006 года путешествовал по Скандинавии. Очерки «Норвежские тетради», впервые опубликованные в России, позднее перепечатываются рядом иностранных изданий.
Коноплёв — инициатор проведения 4 ноября 2006 г. шествия «Русский Марш» в Тирасполе, председатель оргкомитета. Коноплёв в 2006 был включен в федеральную базу данных оппозиционеров «Сторожевой контроль».
С октября 2006 года по 2009 год Коноплёв участвовал в деятельности приднестровской партии «ПРОРЫВ!», исполняя функции члена ЦК, пресс-секретаря партии, редактора партийной газеты «Русский Прорыв» и радиопередач, преподавал ряд дисциплин в «Высшей школе политического лидерства имени Че Гевара», в том числе спецкурс уличной политической борьбы. Принимал участие в разработке идеологических документов партии, позднее ликвидированной властями.  
После смены власти в Приднестровье в декабре 2011 года Роман Коноплёв выступил с рядом критических публикаций в адрес нового руководства республики. 11 апреля 2012 покинул Приднестровье.  

## Критика Коноплёва

### Критика Коноплёва молдавскими коммунистами
В публикациях на страницах правительственных СМИ Молдовы в период президентства Владимира Воронина фигурирует как «приднестровский Геббельс», «идеолог приднестровского сепаратизма». После отстранения от власти ПКРМ в 2009, Коноплёв по-прежнему регулярно становится объектом критики со стороны коммунистов Молдовы и ПМР, которые в партийных печатных изданиях, помимо традиционных упреков в разжигании сепаратизма, обвиняют его в «попытках оторвать Молдавию от России».

### Критика Коноплёва про-румынскими активистами
Николае Дабижа, главный редактор Кишиневской газеты «Literatura şi Arta», обвинил Коноплёва в русском шовинизме. В частности, Дабижа заявил: «Я считаю, следует срочно отозвать его аккредитацию и изгнать его из Республики Молдова».

### Критика Коноплёва в приднестровской прессе
В опубликованной на портале государственного приднестровского информагентства «Ольвия Пресс» статье политолога В. Никитина говорится: «По мнению Коноплева, Приднестровью для того, чтобы стать успешным государством, нужно преодолеть наследие советской эпохи, демонтировать памятники Ленину, запретить компартии и государственные СМИ, ввести частную собственность на землю, при помощи Евросоюза внедрить либеральную экономику и правовую систему европейского образца».  

### Критика Коноплёва в молдавской прессе
По мнению молдавских аналитиков, Коноплёв продвигает не очень популярный в Приднестровье вариант развития ситуации — «строительство абсолютно независимого государства, своеобразной „приднестровской Швейцарии“. После ухода бывшего министра иностранных дел ПМР Валерия Лицкая с политической арены у этой идеи в Приднестровье осталось достаточно мало сторонников».

## Писатель
Книга Романа Коноплёва «Евангелие от экстремиста», по утверждению Михаила Леонтьева, неофициально запрещена в России. В 2017 году решением суда запрещена в Белоруссии.

## Произведения

### Аналитика и публицистика
Автор более 500 аналитических, журналистских и публицистических статей.
Сборники и доклады:
- Норвежские тетради, 2006.
- Ария "товарища волка", 2010.
- Евроремонт для Приднестровья, 2010.
- Приднестровье будущего: либеральная экономика, свобода и безопасность, 2010.
- Приднестровье. Реальная политика 2012, 2012.
- Обособленность на развалинах Империи, 2014.
- Приднестровье и Молдова. Можно ли уйти из СССР?, 2014.
- Постсоветский коктейль Молотова, 2016.
- На изгибах балканского направления, 2017.
- Православие и "мир будущего" вокруг нас, 2024.
- Как построить Третий Рим, 2024.
- Румынский национализм. Эволюция и территория, 2024.